# Emil Strub
Emil Strub (Trimbach, 13 luglio 1858 – 15 dicembre 1909) è stato un ingegnere e inventore svizzero.
Tra il 1882 e il 1883 lavorò nell'officina di Niklaus Riggenbach ad Aarau, dove apprese le basi per la sua futura attività di ingegnere e costruttore di cremagliere e funivie. In seguito si spostò in Germania dove frequentò l'istituto tecnico di Mittweida e lavorò presso le officine meccaniche Hohenzollern e Esslingen. Alla fine del 1886 tornò in Svizzera e fu attivo presso l'officina della CentralBahn a Olten. Il 14 febbraio 1888 fu nominato dal Consiglio Federale svizzero ispettore delle ferrovie di montagna e funivie presso le Ferrovie Svizzere. Strub ricoprì questo incarico fino al 1891 quando fu assunto come ispettore presso le Berner Oberland-Bahnen.
Emil Strub è famoso per il sistema ferroviario a cremagliera da lui inventato e che prese il suo nome. Egli propose questa soluzione nel concorso indetto da Adolf Guyer-Zeller per la costruzione e la gestione della ferrovia della Jungfrau, vincendo il primo premio. Il sistema si rivelò molto efficace e fu quindi impiegato nella costruzione di molte altre linee successive come la Trieste-Opicina, la Martigny-Chatelard, la Brunnen-Morschach-Bahn, la Rocchette-Asiago, la cremagliera di Monte Carlo, la ferrovia Saline di Volterra - Volterra inaugurata nel 1912 ed in esercizio fino al 1958, e la Monthey-Champéry.
Dal 1896 fu direttore la ferrovia dello Jungfrau, posto che mantenne fino al 1898 quando fondò un proprio studio di ingegneria.
Il 9 gennaio 1899 fu nominato consulente per la costruzione della ferrovia del Mont Pélerin.
Come ingegnere progettò la Münsterschlucht-Bahn (1905/1908), la funicolare della Mendola (1902/1903), la funicolare del Virgolo (1906/1907), l'Areskutan-Bahn in Svezia e molte altre in Austria, Germania, Svizzera, Italia, Svezia, Spagna e Francia.